# HD 96723
HD 96723，又名CD-29 8877，SAO 179568、HR 4331，是一颗恒星，视星等为6.49，位于銀經277.71，銀緯27.8，其B1900.0坐标为赤經11h 3m 26.2s，赤緯-29° 27.8′ 51″。